# Yonago, Tottori
Yonago (米子市 Yonago-shi) là một thành phố thuộc tỉnh Tottori, Nhật Bản.